# Novo Sarajevo
Novo Sarajevo (en serbe cryillique : Ново Сарајево) est une municipalité de Bosnie-Herzégovine située dans le canton de Sarajevo et dans la fédération de Bosnie-et-Herzégovine. Selon les premiers résultats du recensement bosnien de 2013, elle compte 68 802 habitants, dont 67 899 pour la partie urbaine de la municipalité.
Novo Sarajevo est l'une des quatre municipalités formant la ville de Sarajevo proprement dite. Elle est considérée comme le centre commercial et le centre d'affaires de la capitale bosnienne, globalement au sud de Centar.

## Localisation

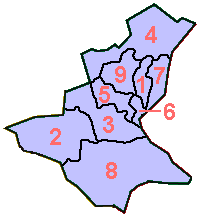
Canton de Sarajevo - Novo Sarajevo correspond au n°6.

La municipalité de Novo Sarejevo est située au centre du poljé de Sarajevo, principalement sur la rive droite de la rivière Miljacka. Elle se trouve entre les municipalités de Novi Grad et de Centar.

## Histoire
Comme la municipalité de Novi Grad, Novo Sarajevo est le résultat de l'importante croissance de la ville pendant les années 1960 et 1970.
Avant le siège de Sarajevo, la municipalité s'étendait sur 47,6 km2, dont 41,6 % était couvert de forêts. Après la guerre de Bosnie-Herzégovine et à la suite des accords de Dayton (1995), 75 % de son territoire, en majorité des zones peu peuplées, a été rattaché à la municipalité d'Istočno Novo Sarajevo, l'une des composantes de la Ville d'Istočno Sarajevo, intégrée dans la république serbe de Bosnie.

## Communautés locales de Novo Sarajevo
Novo Sarajevo est constituée des 18 communautés locales suivantes :
- Čengić Vila I (hr)
- Čengić Vila II (hr)
- Dolac (Novo Sarajevo) (hr)
- Gornji Kovačići (hr)
- Gornji Velešići (hr)
- Grbavica I (hr)
- Grbavica II (hr)
- Hrasno (Novo Sarajevo) (hr)
- Hrasno brdo (hr)
- Kovačić (Novo Sarajevo) (hr)
- Kvadrant (hr)
- Malta (Novo Sarajevo) (hr)
- Pofalići I (hr)
- Pofalići II (hr)
- Trg heroja (hr)
- Velešići (hr)
- Vraca (Novo Sarajevo) (hr)
- Željeznička (hr)

## Localités
En plus de sa partie urbaine, la municipalité de Novo Sarajevo compte 2 localités périurbaines : Lukavica et Miljevići.

## Démographie

### Évolution historique de la population dans la municipalité
| 1971    | 1981   | 1991   | 2013   |
| ------- | ------ | ------ | ------ |
| 111 811 | 94 200 | 95 089 | 68 802 |

### Répartition de la population dans la municipalité (1991)
En 1991, la municipalité d'avant-guerre comptait 95 089 habitants. La population se répartissait de la manière suivante :

## Politique
À la suite des élections locales de 2012, les 31 sièges de l'assemblée municipale se répartissaient de la manière suivante :
| Parti                                                               | Sièges |
| ------------------------------------------------------------------- | ------ |
| Parti d'action démocratique (SDA)                                   | 9      |
| Parti social-démocrate (SDP)                                        | 6      |
| Alliance pour un meilleur avenir de la Bosnie-Herzégovine (SBB BiH) | 5      |
| Notre parti (NS)                                                    | 3      |
| Union sociale-démocrate de Bosnie-Herzégovine (SDU BiH)             | 2      |
| Parti des retraités pensionnés de Bosnie-Herzégovine (SP-U BiH)     | 2      |
| Parti démocratique bosniaque--Sefer Halilović (BPS)                 | 2      |
| Parti pour la Bosnie-Herzégovine (SBiH)                             | 2      |

Nedžad Koldžo, membre du Parti d'action démocratique (SDA), a été élu maire de la municipalité.

## Centres d'intérêt
- Musée national de Bosnie-Herzégovine
- Bosmal City Center
- Stade Grbavica
- Église de la Sainte-Transfiguration

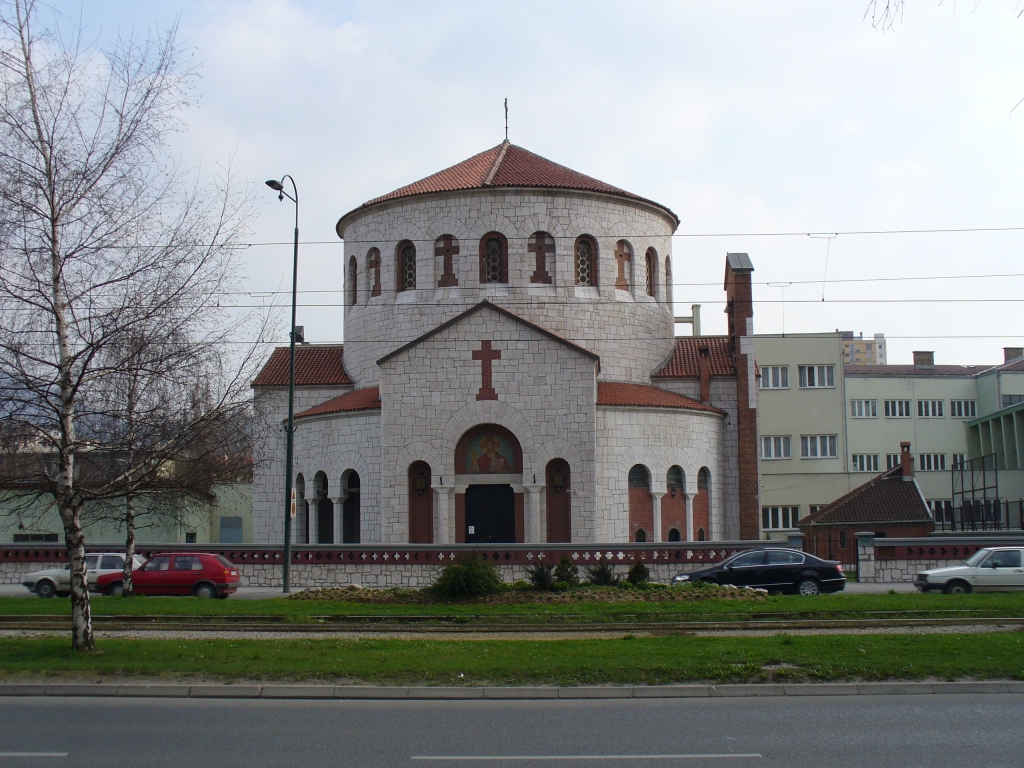
L'église de la Sainte-Transfiguration
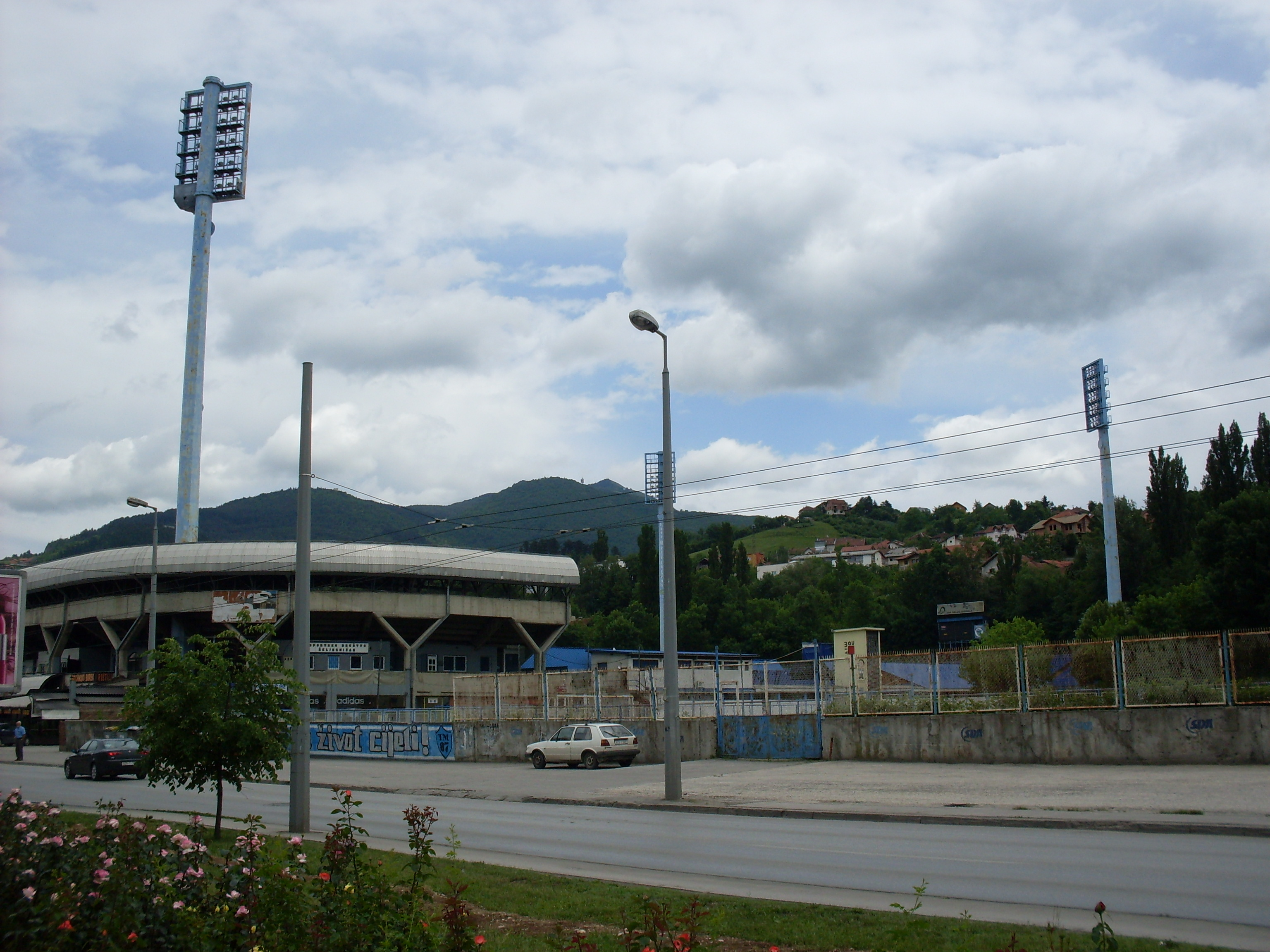
Le stade Grbavica